# 維克斯號驅逐艦 (DD-75)
維克斯號驅逐艦（舷號DD-75），轉交予英國後更名為蒙哥馬利號，是一艘美國海軍建造的驅逐艦，為維克斯級驅逐艦的首艦。她是美軍第一艘以維克斯為名的軍艦，以紀念美國獨立戰爭時期的海軍軍官林伯特·維克斯（Lambert Wickes）。
維克斯號在1917年於巴斯鋼鐵廠開始建造，在1918年下水服役，其時美國已參與第一次世界大戰。接著維克斯號被派往法國及愛爾蘭海域，掩護協約國船隻。期間維克斯號曾因艦員感染西班牙流感有所延誤，加入護航艦隊後又遭不明船隻撞擊重創。修理完畢後，大戰已經結束，而維克斯號在北歐稍作巡航後，於1919年調到太平洋。1922年維克斯號退役封存，在1930年重返現役，並多次於大西洋及太平洋之間執勤。1937年維克斯號再次退役，但隨著第二次世界大戰爆發，又旋於1939年重返現役。1940年維克斯號按租借法案轉交英國皇家海軍，更名為蒙哥馬利號。此後蒙哥馬利號主要在負責護航商船。1944年蒙哥馬利號退役，並於1945年初除籍出售拆解。